# Julius Lehr

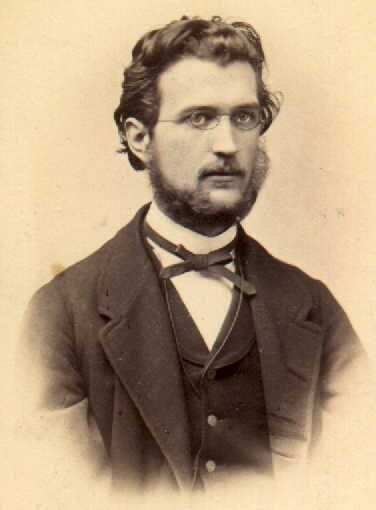
Julius Lehr, etwa 1875?

Julius Lehr (* 18. Oktober 1845 in Schotten, Vogelsberg, Großherzogtum Hessen; † 10. Oktober 1894 in München) war ein deutscher Forstwissenschaftler und Nationalökonom.

## Leben
Julius Lehr kam am 18. Oktober 1845 in Schotten/Vogelsberg als der dritte Sohn und viertes Kind des Pfarrers Friedrich Wilhelm Lehr und dessen Frau Lisbeth, geborene Schwarz zur Welt. Nach dem Abitur in Gießen studierte er an der dortigen Universität Staats- und Kameralwissenschaften sowie Forstwissenschaft. Zu seinen Lehrern gehörten Gustav Heyer und Alfred Clebsch, bei dem er mathematische Studien betrieb. 1867/68 promovierte Lehr in Gießen zum Doktor der Philosophie (Dr. phil.). Auf Empfehlung Heyers wurde er 1868 Privatdozent für Nationalökonomie an der neu gegründeten Forstakademie in Hann. Münden, wo er sich 1868 auch habilitierte und als Professor die Fächer Volkswirtschaftslehre, Finanzwissenschaft, Forstgeschichte (1873–1874) und Rechtskunde (1868–1872) vertrat. 1874 wechselte er als Professor für Volkswirtschaftslehre an das Großherzogliche Polytechnikum Karlsruhe, von wo er 1885 an die Ludwig-Maximilians-Universität München berufen wurde. Dort befasste er sich als Ordinarius an der Staatswirtschaftlichen Fakultät mit Forstpolitik, Forststatistik und der Geschichte der forstlichen Literatur.
Er ist der Vater von Albert Lehr; dieser war unter anderem ein Mitarchitekt der Postbauschule und der Nürnberger Eisenbahnersiedlung, für die er auch die Kirche St. Paul entwarf.

## Leistungen
Julius Lehr hat sich besonders mit Fragen der Holzzollpolitik beschäftigt, einem Thema, das in den meisten deutschen Staaten ab 1879 im Vordergrund des öffentlichen Interesses stand. Als Gegner des forstwirtschaftlichen Protektionismus lehnte er die von Bernhard Danckelmann und anderen geforderten Schutzzölle auf Holz ab. Seine diesbezüglichen Ansichten legte er in den Büchern Schutzzoll und Freihandel (1877), Die deutschen Holzzölle und deren Erhöhung (1883) sowie in Die neuen deutschen Holzzölle (1880) dar. Als Anhänger der Bodenreinertragslehre Max Preßlers verfasste er auch dazu Abhandlungen und verteidigte diese gegen ihre zahlreichen Kritiker, schrieb über die Anwendung der Wahrscheinlichkeitsrechnung in der Statistik und über wirtschaftliche Fragen des Eisenbahnwesens (Eisenbahntarifwesen und Eisenbahnmonopol, 1879). Zudem war er Verfasser eines Lehrbuchs über Die Grundbegriffe der Nationalökonomie (1893). In der dort entwickelten Wert- und Preistheorie vermittelte er zwischen der klassischen und der österreichischen Grenznutzentheorie.
Lehr schrieb zahlreiche Beiträge für staatswissenschaftliche und technische Fachzeitschriften, mehrere hundert Artikel für Meyers Konversationslexikon, Abhandlungen für das Handwörterbuch für Staatswissenschaften und die Jahrbücher für Nationalökonomie und Statistik. Für das von Tuisko von Lorey herausgegebene und weit verbreitete Handbuch der Forstwissenschaft (Tübingen 1887) steuerte Lehr die Abschnitte Waldwertrechnung und Statik sowie Forstpolitik bei und redigierte seit 1878 zusammen mit von Lorey auch die Allgemeine Forst- und Jagdzeitung, in der er ab 1871 auch den Großteil seiner Arbeiten veröffentlichte.
Julius Lehr starb acht Tage vor seinem 49. Geburtstag überraschend an einer Magen-Darm-Infektion am 10. Oktober 1894 in München.

## Schriften (Auswahl)
- Abriß der Finanzwissenschaft, Münden 1872
- Schutzzoll und Freihandel, Berlin 1877
- Eisenbahntarifwesen und Eisenbahnmonopol, Berlin 1879
- Die neuen deutschen Holzzölle, (Jahrbücher für Nationalökonomie und Statistik; Supplement 5,2), Jena 1880
- Die deutschen Holzzölle und deren Erhöhung, Frankfurt am Main 1883
- Beiträge zur Statistik der Preise, insbesondere des Goldes und des Holzes, Frankfurt am Main 1885
- Waldwertrechnung und Statik. In: Loreys Handbuch der Forstwissenschaften, Tübingen 1887[2]
- Politische Oekonomie in gedrängter Fassung. (Volkswirtschaftslehre, Finanzwissenschaft, Statistik etc.), München 1892 (2. Auflage)
- Die Grundbegriffe der Nationalökonomie. Zur Einführung in das Studium der Staatswissenschaften, 1893 (2. Auflage, Leipzig 1901)
- Die Währungsfrage, (Sonderdruck aus: Vierteljahrschrift für Volkswirtschaft, Politik und Kulturgeschichte; 30. Jahrgang), 1893
- Produktion und Konsumtion in der Volkswirtschaft, Leipzig 1895 (aus dem Nachlass von Lehr herausgegeben und vollendet von Kuno Frankenstein)